# Ivanuš
Ivanuš je priimek v Sloveniji, ki ga je po podatkih Statističnega urada Republike Slovenije na dan 1. januarja 2010 uporabljalo 80 oseb.

## Pomembni nosilci priimka
- Alja Berčič Ivanuš, pilotka
- Branko Ivanuš (1919—1955), letalec, pilot
- Dušan Ivanuš (1947—1976), letalec pilot, inštruktor
- Heda Ivanuš (r. Leskošek) (1923—2016), prvoborka?, lektorica
- Igor Ivanuš (*1981), telovadec
- John Ivanuš (1879—1973), glasbenik, delujoč v ZDA
- Mary Ivanuš (1903—1990), društvena delavka v ZDA
- Milena Ivanuš Grmek (*1959), pedagoginja, didaktičarka, univ. prof.
- Urška Ivanuš, zdravnica onkologinja, vodja državnega programa ZORA
- Uršula Ivanuš Iwaki, violončelistka, članica SF